# Yokosuka D4Y
Йокосука D4Y Суйсей (яп. D4Y彗星, «D4Y комета») — пікіруючий бомбардувальник Імперського флоту Японії часів Другої світової війни. Відомий також як Yokosuka D4Y Suisei, за назвою міста Йокосука, де містився арсенал флоту з проєктування, виготовлення та ремонту цих військових літаків. Від суперника отримав прізвисько Judy (Джуді).

## Історія створення
Навесні 1938 року японський флот отримав від Німеччини літак Heinkel He 118 з двигуном Daimler-Benz DB 601A і права на ліцензійне виробництво. Цьому літакові надали номер DXHel і провели тестові випробування, під час яких він зміг розвинути швидкість 420 км/год. Тому командування планувало почати виробництво палубної версії літака, і наприкінці 1938 року сформулювали технічне завдання «13-Shi» на побудову палубного бомбардувальника, схожого на DXHel. Реалізацію проєкту доручили першому арсеналу флоту в місті Йокосука.
Специфікація вимагала максимальну швидкість у 450 км/год, крейсерську в 370 км/год, можливість злітати з малих авіаносців, дальність польоту з 250 кг бомбою — 1480 км, а без бомби — 2220 км. Команда інженерів під керівництвом Масао Ямана вибрала схему середньоплана порівняно малих розмірів. Малий розмах крил дозволив позбавитись потреби додавати механізм складання крил для використання на авіаносцях. Попри це в літак вдалося помістити великі паливні баки з об'ємом, майже рівним об'єму баків Aichi D3A, який був значно більший за розмірами. Хоча дизайн розроблявся на основі Heinkel He 118, японським інженерам вдалося зробити його значно легшим, і з кращими аеродинамічними характеристиками. Зокрема, японський літак мав внутрішній бомбовий відсік, у який можна було заховати 500 кг бомбу, що нетипово для пікіруючих бомбардувальників того часу. Шасі літака складалось, а для виходу з пікірування використовувалося повітряне гальмо.
Як двигун, планувалось використати дванадцятициліндровий Aichi Atsuta з рідинним охолодженням (ліцензована версія Daimler-Benz DB 601A), але на момент виготовлення першого прототипу японський двигун ще не був готовий, тому використали імпортний Daimler-Benz DB 600G потужністю 960 к.с. Саме в такій конфігурації перший прототип D4Y1 вперше піднявся в повітря в грудні 1940 року.
Характеристики літака перевершили вимоги специфікації, тому командування флоту прискорило тестування, і в 1941 році виготовлено ще чотири прототипи. Всі вони використовували двигун Daimler-Benz DB 600G, мали два синхронні 7.7 мм кулемети «тип 97», і один 7.92 кулемет «Тип 1» у кабіні радіооператора. D4Y1 міг нести 500 кг бомбу в бомбовому відсіку і ще дві 30 кг бомби під крилами. Але коли проводились випробування бомбометання з пікірування, проявились шкідливі вібрації крил, що навіть призводило до тріщин в основі крила. Тому плани з початку серійного виробництва переглянули й літак повернули на доопрацювання, адже D4Y1 не впорався зі своїм основним завданням.
Виготовлені на той час передсерійні D4Y1, які відрізнялись від прототипів двигуном — на них був встановлений Aichi AE1A Atsuta 12 потужністю 1200 к.с., вирішили переробити в палубні розвідники, які назвали D4Y1-С, оскільки їхня швидкість і дальність польоту перевищували відповідні характеристики B5N2, який використовувався для цих цілей. Розвідувальна модифікація оснащувалась камерою K-8 і не могла нести бомби. У липні 1942 року розвідувальну модифікацію запустили в серійне виробництво під назвою «Палубний розвідник Тип 2 Модель 11», але виробництво було повільним, оскільки високої потреби в розвідниках не було, і до кінця березня 1943 року виготовили тільки 25 літаків, включно з передсерійними.

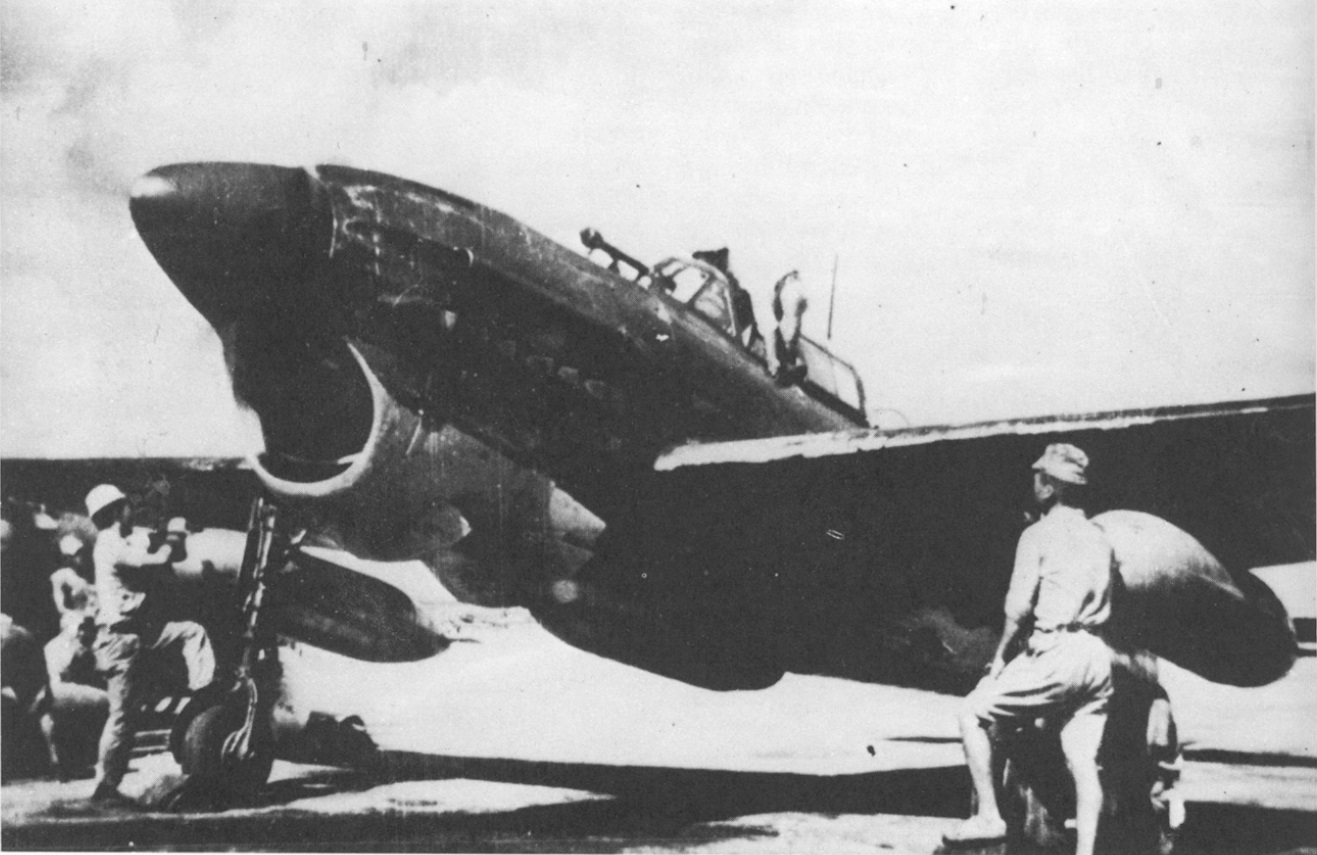
D4Y1-С.

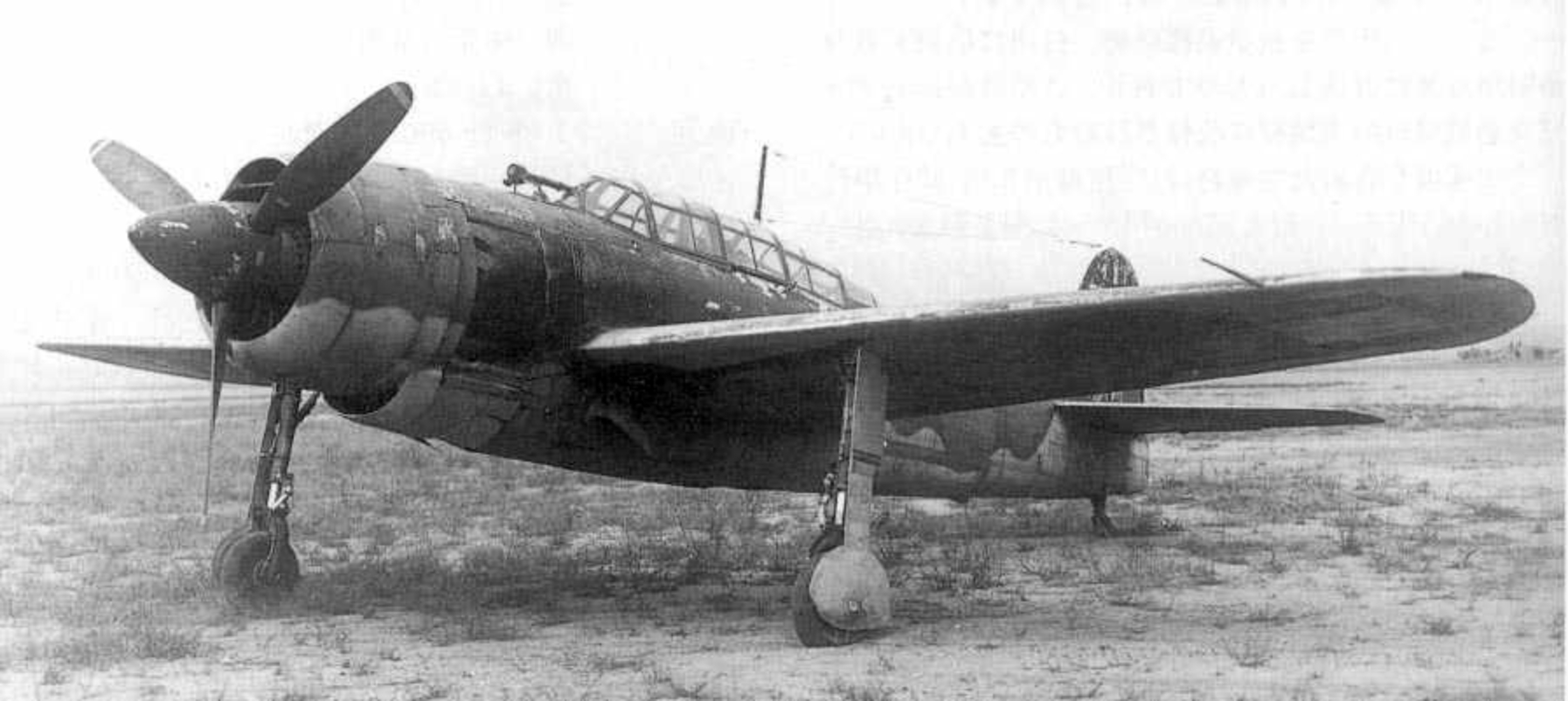
D4Y3. Помітно новий капот для більшого радіального двигуна.

У березні 1943 нарешті завершились роботи з посилення крила, і D4Y1 прийнято на озброєння під назвою «Палубний бомбардувальник „Суйсей“ модель 11». Оскільки потреба в пікіруючих бомбардувальниках була висока, його відразу запустили в серійне виробництво і до березня 1944 року виготовили 589 літаків. Деякі літаки пристосували для використання катапульти з малих авіаносців. Таку модифікацію назвали «Палубний бомбардувальник „Суйсей“ модель 21» (або D4Y1 KAI).
В жовтні 1944 року в серійне виробництво надійшла нова модифікація «Палубний бомбардувальник „Суйсей“ модель 12» (або D4Y2). Від попередньої вона відрізнялась тільки двигуном Aichi AE1P Atsuta 32, потужністю 1400 к.с. В моделі D4Y2a крім двигуна, кулемет стрільця був замінений на 13 мм «Тип 2». Варіанти з пристосуванням для запуску з катапульти мали назви відповідно D4Y2 KAI і D4Y2a KAI. Також був представлений розвідувальні варіанти D4Y2-C і D4Y2-Ca.

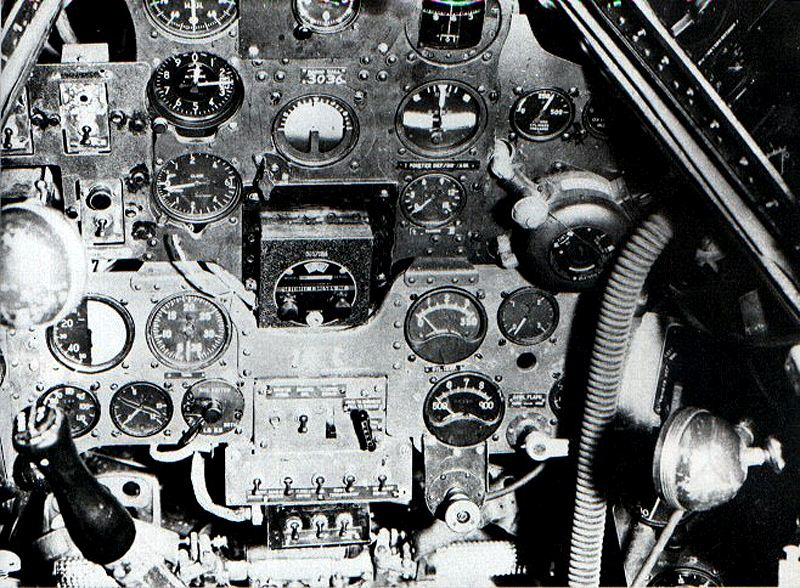
Панель керування D4Y4.

Проблеми з обслуговуванням двигунів з рідинним охолодженням змушували задуматись над використанням радіальних двигунів повітряного охолодження, навіть зважаючи на більший розмір останніх. Тому в травні 1944 року провели тестові випробовування модифікації D4Y3, оснащеної 14-циліндровим радіальним двигуном повітряного охолодження Mitsubishi MK8P Kinsei 62 потужністю 1560 к.с. Як базу використали фюзеляж D4Y2 зі зміненим капотом. Тести виявили, що погіршився тільки огляд з кабіни пілота при посадці, але в решті характеристики не змінились. Оскільки двигуни Kinsei вважались надійнішими, нову модифікацію запустили в серійне виробництво під назвою «Палубний бомбардувальник „Суйсей“ модель 33», і він мав озброєння аналогічне до D4Y2. Також виготовлявся варіант з аналогічним озброєнням, як в D4Y2a. Розвідницьку модифікацію вже не виготовляли, оскільки на озброєння прийнято розвідник C6N. Останні серійні D4Y3 могли оснащуватись ракетними прискорювачами для зльоту з максимальним навантаженням з малих авіаносців.
Наприкінці 1944 року розробили версію D4Y4 для атак камікадзе. Ця модифікація була одномісною, могла нести 800 кг бомбу, наполовину сховану в фюзеляжі, а також використовувати ракетні прискорювачі, як для зльоту, так і для фінального ривка атаки.
Деякі D4Y2 переробили для використання в ролі нічного винищувача. Для цього з літака знімали все бомбове і авіаносне обладнання. У фюзеляжі під кутом в 30° встановлювалась одна 20 мм гармата «Тип 99 модель 2». Деякі літаки також отримували підвіси для некерованих ракет. Ця модифікація під назвою D4Y2-S не була дуже ефективним нічним винищувачем, оскільки мала малу швидкість набору висоти й не могла бути оснащена радаром.
Також розроблялась п'ята версія бомбардувальника з протекованими баками і захистом пілота. D4Y5 також мав оснащуватись двигуном Nakajima NK9C Homare 12 потужністю 1825 к.с., але до кінця війни розробка так і не була завершена.

## Тактико-технічні характеристики

D4Y4

### Технічні характеристики
|                         | D4Y1 модель 11              | D4Y2 модель 12              | D4Y3 модель 33              | D4Y4 модель 43              |
| ----------------------- | --------------------------- | --------------------------- | --------------------------- | --------------------------- |
| Екіпаж                  | 2 особи                     | 2 особи                     | 2 особи                     | 1 особа                     |
| Довжина                 | 10.22 м                     | 10.22 м                     | 10.22 м                     | 10.22 м                     |
| Висота                  | 3.67 м                      | 3.74 м                      | 3.74 м                      | 3.74 м                      |
| Розмах крил             | 11.5 м                      | 11.5 м                      | 11.5 м                      | 11.5 м                      |
| Площа крил              | 23.6 м²                     | 23.6 м²                     | 23.6 м²                     | 23.6 м²                     |
| Маса пустого            | 2 440 кг                    | 2 635 кг                    | 2 501 кг                    | 2 635 кг                    |
| Маса спорядженого       | 3 650 кг                    | 3 835 кг                    | 3 754 кг                    | 4 542 кг                    |
| Максимальна злітна маса | 4 250 кг                    | 4 623 кг                    | 4 657 кг                    | 4 746 кг                    |
| Навантаження на крило   | 154.7 кг/м²                 | 162.5 кг/м²                 | 159.1 кг/м²                 | 192.5 кг/м²                 |
| Двигун                  | Aichi AE1A Atsusa 12        | Aichi AE1P Atsusa 32        | Mitsubishi MK8P Kinsei 62   | Mitsubishi MK8P Kinsei 62   |
| Потужність              | 1 200 к. с.                 | 1 400 к. с.                 | 1 560 к. с.                 | 1 560 к. с.                 |
| Питома потужність       | 3 кг/к.с.                   | 2.7 кг/к.с.                 | 2.4 кг/к.с.                 | 2.9 кг/к.с.                 |
| Максимальна швидкість   | 552 км/г (на висоті 4750 м) | 580 км/г (на висоті 5250 м) | 575 км/г (на висоті 6150 м) | 563 км/г (на висоті 5900 м) |
| Крейсерська швидкість   | 425 км/г                    | 425 км/г                    | 335 км/г                    | 370 км/г                    |
| Практична дальність     | 1 575 км                    | 1 460 км                    | 1 520 км                    | 1 650 км                    |
| Максимальна дальність   | 3 900 км                    | 3 600 км                    | 2 890 км                    | 2 590 км                    |
| Практична стеля         | 9 900 м                     | 10 700 м                    | 10 500 м                    | 8 450 м                     |
| Час набору висоти       | 3000 м за 5 хв. 14 c.       | 3000 м за 4 хв. 36 с.       | 3000 м за 4 хв. 35 с.       | 5000 м за 9 хв. 22 с.       |

### Озброєння
- Прототипи, D4Y1, D4Y1-С, D4Y1 KAI, D4Y2, D4Y2 KAI, D4Y2-C, D4Y3:
  - 2 х 7,7-мм кулемет «Тип 97»
  - 1 х 7,92-мм кулемет «Тип 1» на позиції стрільця
- D4Y2a, D4Y2a KAI, D4Y2-Ca, D4Y3a, D4Y5:
  - 2 х 7,7-мм кулемет «Тип 97»
  - 1 х 13-мм кулемет «Тип 2» на позиції стрільця
- D4Y4:
  - 2 х 7,7-мм кулемет «Тип 97»
- D4Y2-S:
  - 2 х 7,7-мм кулемет «Тип 97»
  - 1 x 20-мм гармата «Тип 99 модель 2» під кутом вверх.
- Бомбове навантаження:
  - Нормальне — 310 кг бомб
  - Максимальне — 360 кг бомб (1 × 500 кг + 2 × 30 кг)
  - D4Y4 (камікадзе) — 800 кг
  - 2 × 330 л. підвісні паливні баки

## Історія використання

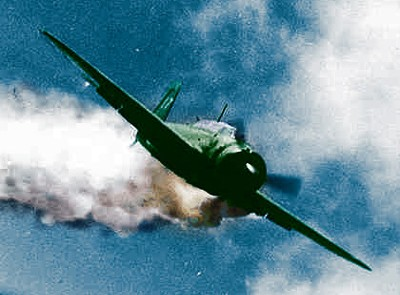
Палаючий D4Y лейтенанта Ямагучі під час атаки каміказе на авіаносець Ессекс. 25 листопада 1944.

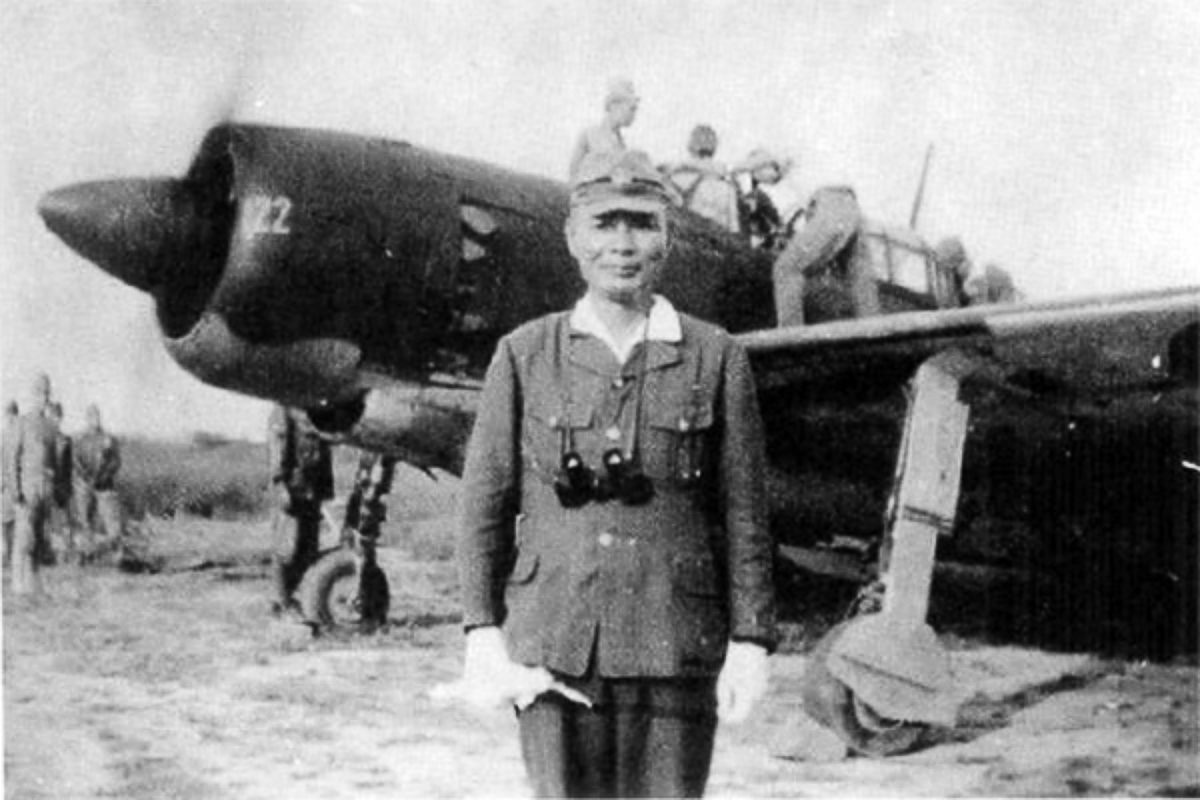
Адмірал Матоме Угакі на фоні D4Y перед останньою атакою каміказе на Окінаву. 15 серпня 1945 року.

Два передсерійні D4Y1-С були на борту авіаносця Сорю під час битви за Мідвей, але так і не були використані, оскільки авіаносець потопили доволі швидко. Загалом розвідувальний варіант літака успішно використовувався з осені 1942 року аж до закінчення війни, і з підвісними баками мав величезну дальність польоту. Єдиними недоліками літака була відсутність захисту броні й баків, а також складність обслуговування двигуна з рідинним охолодженням.
Уже в липні 1943 року D4Y1 почали надходити на озброєння флоту, першими стали 501, 531 і 552-й авіазагони. 501-й авіазагін брав участь у боях на Труку, Рабаулі та Маріанських островах, але після великих втрат був розформований у липні 1944. 531-й розташовувався на Маршаллових островах, а 552-й — на Маріанських, обидва були розформовані ще раніше. У серпні D4Y1 отримав 502-й авіазагін, який розташовувався на Формозі, а в жовтні 1944 його перекинули на Філіппіни де був знищений. 503-й авіазагін був переоснащений на D4Y1 у жовтні 1943, у травні 1944 в кількості 22 літаків брав участь у боях на Біак 27 травня. У цьому бою авіазагін втратив дві третини літаків, а майже всі інші втратили під час битви у Філіппінському морі. 10 липня 1944 року авіазагін розформували.
На початку 1944 року перші D4Y1 також з'явились на авіаносцях, зокрема 601-й авіазагін (авіаносці Тайхо, Сьокаку, Дзуйкаку) укомплектували 70 D4Y (з них майже 20 розвідників). 653-й авіазагін сформований у травні 1944 для авіаносців Хійо, Дзюнйо і Рюхо мав тільки 11 D4Y. Разом з 523 і 121-ими авіазагонами, японський флот перед битвою у Філіппінському морі мав 141 D4Y1 і 33 D4Y1-С. Але битва обернулась катастрофою для японської авіації — після бою залишилось тільки три D4Y. Повітряна частина битви взагалі дістала від американських пілотів назву «Велике Маріанське полювання на індичок».
Наступні великі зіткнення відбувались біля Філіппін і Формози, де D4Y нарешті змогли проявити себе. 26 жовтня 1944 року під час битви в затоці Лейте одиночний D4Y1 зміг влучити і знищити авіаносець «Принстон» та пошкодити крейсер «Бірнінгем». 30 жовтня камікадзе на D4Y зміг серйозно пошкодити авіаносець «Франклін».
З лютого 1945 року пріоритет у нових літаках почали надавати частинам, розміщеним на японських островах. 5 лютого D4Y надіслали 765-му авіазагону, а 15 лютого 722-му. 18 березня під час нальоту американської авіації D4Y цих частин провели контратаку на американський флот. Три літаки змогли прорватись до авіаносця «Йорктаун», але тільки одна бомба влучила в ціль. Наступного дня одиночний D4Y3 зміг непомітно підлетіти до авіаносця «Франклін», обидві бомби влучили в ціль і авіаносець зазнав критичних пошкоджень, хоча й не затонув.
У 1945 році атаки камікадзе стали основною тактикою японської авіації, і D4Y добре виконували цю роль, ставши другим (після A6M) за числом атак. Останньою успішною атакою стала атака на авіаносець «Натома Бей» 6 червня 1945 року, але пошкодження не були критичними. А загалом останньою операцією D4Y стала неуспішна атака 11 літаків під керівництвом адмірала Умагі на Окінаву 15 серпня 1945 року.

## Оператори
Японська імперія
- Авіація імперського флоту Японії
  - Авіаносець Тітосе (авіаносець)
  - Авіаносець Тійода (авіаносець)
  - Авіаносець Тайхо
  - Авіаносець Хійо
  - Авіаносець Дзюнйо
  - Авіаносець Сьокаку
  - Авіаносець Сорю (авіаносець)
  - Авіаносець Сінйо
  - Авіаносець Дзуйкаку
  - Авіаносець Тайо (авіаносець)
  - Авіаносець Унйо (авіаносець)
  - Авіаносець Унрю
  - Авіаносець Рюхо
  - 121-й авіазагін
  - 131-й авіазагін
  - 501-й авіазагін
  - 503-й авіазагін
  - 531-й авіазагін
  - 552-й авіазагін
  - 601-й авіазагін
  - 634-й авіазагін
  - 653-й авіазагін
  - 721-й авіазагін
  - 722-й авіазагін
  - 765-й авіазагін
  - Авіазагін Йокосука